# Street Survivors
Street Survivors é o quinto álbum de estúdio da banda de Southern rock Lynyrd Skynyrd, lançado em 17 de outubro de 1977 pela MCA. O LP é o último álbum do Skynyrd que contém seus membros originais Ronnie Van Zant e Allen Collins, e é a única gravação em estúdio com o guitarrista Steve Gaines. Três dias depois do lançamento do álbum, em 20 de outubro de 1977, o avião fretado pela banda caiu no caminho para Baton Rouge, Louisiana, matando o piloto, co-piloto, a assistente do grupo e três membros da banda (Van Zant, Gaines, e a irmã mais velha de Steve, a backing vocal Cassie Gaines) e ferindo gravemente a maioria dos que sobreviveram ao acidente. O álbum teve um bom desempenho nas paradas, chegando ao # 5 (o seu primeiro álbum top 5), assim como os singles "What's Your Name" e "That Smell". O álbum foi certificado de ouro em 27/10/1977, platina em 02/12/1977 e 2x Platina em 21/07/1987 pela RIAA.

## Curiosidade
O álbum Street Survivors apresentou duas capas, sendo que a primeira mostrava a banda no meio de um fogo. Logo após o acidente o álbum foi recolhido e a capa foi alterada, tornado assim Street Survivors com a primeira capa uma raridade.

## Faixas
| Lado A         |                    |                                  |         |  |
| N.º            | Título             | Compositor(es)                   | Duração |  |
| 1.             | "What's Your Name" | Gary Rossington, Ronnie Van Zant | 3:30    |  |
| 2.             | "That Smell"       | Allen Collins, Van Zant Zant     | 5:47    |  |
| 3.             | "One More Time"    | Rossington, Van Zant             | 5:03    |  |
| 4.             | "I Know a Little"  | Steve Gaines                     | 3:26    |  |
| Duração total: | Duração total:     | Duração total:                   | 21:52   |  |

| Lado B         |                             |                  |         |  |
| N.º            | Título                      | Compositor(es)   | Duração |  |
| 5.             | "You Got That Right"        | Gaines, Van Zant | 3:44    |  |
| 6.             | "I Never Dreamed"           | Gaines, Van Zant | 5:21    |  |
| 7.             | "Honky Tonk Night Time Man" | Merle Haggard    | 3:59    |  |
| 8.             | "Ain't No Good Life"        | Gaines           | 4:36    |  |
| Duração total: | Duração total:              | Duração total:   | 21:27   |  |

## Integrantes
- Ronnie Van Zant - Vocais
- Gary Rossington - Guitarra Solo em "that's smell", "one more time" Slide Guitar em "you got that right" e "i never dreamed"
- Allen Collins - Guitarra Solo em "what's your name", "that's smell" Slide Guitar em "i know a little" e "honky tonk night man"
- Steve Gaines - Guitarra Solo em "that's smell", "i know a little", "you got that right", "i never dreamed", "honky tonk night time man" e "ain't no good life" Vocais em "you got that right" e "ain't no good life"
- Ed King - Guitarra Solo em "one more time"
- Billy Powell - Teclado/Piano
- Leon Wilkeson - Baixo, exceto em "one more time", Vocal de Apoio
- Artimus Pyle - Bateria, exceto em "one more time"
- Rickey Medlocke - Bateria em "one more time"
- Greg Walker - Baixo em "one more time"